# Ратуша Порту
Ратуша Порту — шестиповерхова будівля муніципалітету Порту, будівництво якої розпочалось у 1920 році.
Проєкт будівлі спроєктував архітектор Коррея да Сілва. Цей проєкт був результатом розширення плану громадського центру міста, створеного англійським архітектором Баррі Паркером, який був затверджений у 1916 році. Дарма, що будівництво розпочалось у 1920 році, робота часто переривалась, а початковий проєкт будівлі зазнав змін, які вніс архітектор Карлос Рамос. За прямим призначенням будівля почала функціонувати лише у 1957 році.
Будівля ратуші має шість поверхів, підвал і два внутрішні двори. Центральна вежа має висоту 70 метрів, а на її вершині встановлені куранти, до яких можна потрапити внутрішніми сходами на 180 сходинок. Інтер'єри будівлі прикрашені мармуром і гранітом. Гранітний фасад прикрашений скульптурами Хосе Соуза Кальдаса і Енріке Морейри, що представляють Порто і його виноградарство, промисловість та мореплавство.